# اتحاد النرويج لكرة القدم

الشعار السابق للاتحاد

تأسس الاتحاد النرويجي لكرة القدم (بالنرويجية: Norges Fotballforbund‏) في عام 1902م وانضم إلى الاتحاد الدولي لكرة القدم في 1908م وإنضم إلى الاتحاد الأوروبي لكرة القدم في 1954م.